# Cerro Gordo (Karolina Północna)
Cerro Gordo – miasto w Stanach Zjednoczonych, w stanie Karolina Północna, w hrabstwie Columbus.